# Spijk (West Betuwe)
Pour les articles homonymes, voir Spijk.
Spijk est un village situé dans la commune néerlandaise de West Betuwe, dans la province de Gueldre. Le 1er janvier 2006, le village comptait 876 habitants.
Spijk est situé sur le croisement du Canal de la Merwede et la Linge.